# Sportverein Austria Salzburg
Lo Sportverein Austria Salzburg, abbreviato in SV Austria Salzburg o solo Austria Salzburg (in italiano Austria Salisburgo), è una società calcistica di Salisburgo, in Austria.
È stata costituita nel 2005 da un gruppo di tifosi dell'omonimo sodalizio fondato nel 1933, che non ne avevano accettato l'acquisizione da parte della Red Bull e il susseguente cambio di nome e colori sociali, decidendo pertanto di mantenere in vita tali segni distintivi attraverso una nuova squadra.

## Storia
Fondato nel 2005 da alcuni tifosi in contrasto con la nuova proprietà del club originale, che aveva imposto la denominazione di Red Bull Salzburg ed i colori bianco e rosso, si è iscritto alla Salzburger Fussballverband disputando il primo campionato in spielgemeinschaft con il PSV Salisburgo. Nella stagione 2006-2007 ha potuto iscrivere una squadra autonoma, che partendo dalla 2. Klasse ha conquistato quattro promozioni consecutive, arrivando nel 2010-2011 in Regionalliga.
Qui per la prima volta ha incontrato in partite ufficiali i "rivali" del Salisburgo, anche se solo con la squadra Amateure, nel primo vero derby tra le due formazioni. Ha concluso il campionato d'esordio in terza serie al 5º posto finale, quindi nel 2011-2012 è stato 8° e, nel 2012-2013, 2°, sfiorando la qualificazione agli spareggi promozione dopo un lungo duello con il Liefering, altra squadra controllata dalla Red Bull.
Nella stagione 2014-2015, guidata in panchina dal norvegese Jørn Andersen, è stata promossa in Erste Liga, il secondo livello del campionato austriaco ma subito dopo viene colpita da una grave crisi finanziaria e sono seguite due retrocessioni di seguito fino alla Salzburger Fussballverband (Landsliga) nel 2017-2018.

## Rosa 2015-2016
Questa è la rosa che ha affrontato la stagione 2015-2016 in Erste Liga.
| N. |                     | Ruolo | Calciatore             |
| -- | ------------------- | ----- | ---------------------- |
| 1  | Austria (bandiera)  | P     | Stefan Ebner           |
| 2  | Austria (bandiera)  | C     | Markus Wallner         |
| 4  | Austria (bandiera)  | C     | Raphael Reifeltshammer |
| 5  | Austria (bandiera)  | D     | Felix Huspek           |
| 6  | Austria (bandiera)  | C     | Rene Zia               |
| 7  | Austria (bandiera)  | A     | Felipe Dorta           |
| 8  | Austria (bandiera)  | C     | Mehmet Bulut           |
| 9  | Slovenia (bandiera) | A     | Uroš Palibrk           |
| 11 | Austria (bandiera)  | C     | Haris Bukva            |
| 12 | Austria (bandiera)  | D     | Aleksandar Simic       |
| 13 | Germania (bandiera) | C     | Matthias Öttl          |
| 14 | Austria (bandiera)  | D     | Niko Vavrousek         |

| N. |                                 | Ruolo | Calciatore          |
| -- | ------------------------------- | ----- | ------------------- |
| 15 | Austria (bandiera)              | D     | Thomas Burghuber    |
| 16 | Austria (bandiera)              | A     | Christoph Bann      |
| 17 | Austria (bandiera)              | D     | Elias Kircher       |
| 18 | Austria (bandiera)              | A     | Andreas Bammer      |
| 19 | Austria (bandiera)              | C     | Ernst Öbster        |
| 20 | Austria (bandiera)              | D     | Simon Sommer        |
| 21 | Austria (bandiera)              | C     | Nicholas Mayer      |
| 23 | Austria (bandiera)              | C     | Sebastian Zirnitzer |
| 24 | Bosnia ed Erzegovina (bandiera) | C     | Halid Hasanovic     |
| 26 | Austria (bandiera)              | C     | Leonhard Kaufmann   |
| 27 | Germania (bandiera)             | D     | Max Müller          |
| 31 | Austria (bandiera)              | A     | Lukas Katnik        |
| 33 | Germania (bandiera)             | P     | Christian Schlosser |

## Rosa 2023-2024
| N. |                                 | Ruolo | Calciatore             |
| -- | ------------------------------- | ----- | ---------------------- |
| 1  | Austria (bandiera)              | P     | Manuel Kalman          |
| 3  | Germania (bandiera)             | D     | Fabio Trkulja          |
| 5  | Italia (bandiera)               | D     | Matthias Theiner       |
| 6  | Austria (bandiera)              | C     | Rene Zia               |
| 7  | Austria (bandiera)              | A     | Yannic Fotschl         |
| 8  | Serbia (bandiera)               | C     | Gavrilo Fonjga         |
| 9  | Austria (bandiera)              | A     | Timo Kulterer          |
| 10 | Bosnia ed Erzegovina (bandiera) | A     | Marinko Sorda          |
| 11 | Germania (bandiera)             | C     | Aaron Volkert          |
| 12 | Austria (bandiera)              | D     | Lukas Sandmayr         |
| 13 | Austria (bandiera)              | C     | Alexander Schwaighofer |
| 16 | Germania (bandiera)             | D     | Florent Berisha        |

| N. |                                 | Ruolo | Calciatore          |
| -- | ------------------------------- | ----- | ------------------- |
| 18 | Austria (bandiera)              | C     | Kaan Coskun         |
| 19 | Austria (bandiera)              | D     | Florian Wiedl       |
| 20 | Austria (bandiera)              | C     | Stephan Dorfmayr    |
| 21 | Austria (bandiera)              | C     | Lukas Alterdinger   |
| 23 | Austria (bandiera)              | A     | Sebastian Voglmaier |
| 24 | Austria (bandiera)              | D     | Mathias Hausberger  |
| 25 | Austria (bandiera)              | A     | Christoph Bann      |
| 27 | Germania (bandiera)             | A     | Nico Schiedermeier  |
| 29 | Germania (bandiera)             | A     | Johannes Zottl      |
| 30 | Germania (bandiera)             | C     | Luca Schmitzberger  |
| 66 | Germania (bandiera)             | P     | Moritz Hutt         |
| 77 | Bosnia ed Erzegovina (bandiera) | P     | Edin Omerovic       |

## Stadio
Dal 2007 la squadra gioca le partite casalinghe all'ASKÖ Sportanlage West, noto anche come My Phone Austria Stadion per motivi di sponsor, capace di 1 599 spettatori, dei quali 400 a sedere.
In precedenza aveva utilizzato i seguenti impianti: PSV-Platz (stagione 2005-2006), SAK-Sportanlage Nonntal (parte conclusiva della stagione 2005-2006) e UFC-Platz (stagione 2006-2007).

### Galleria d'immagini

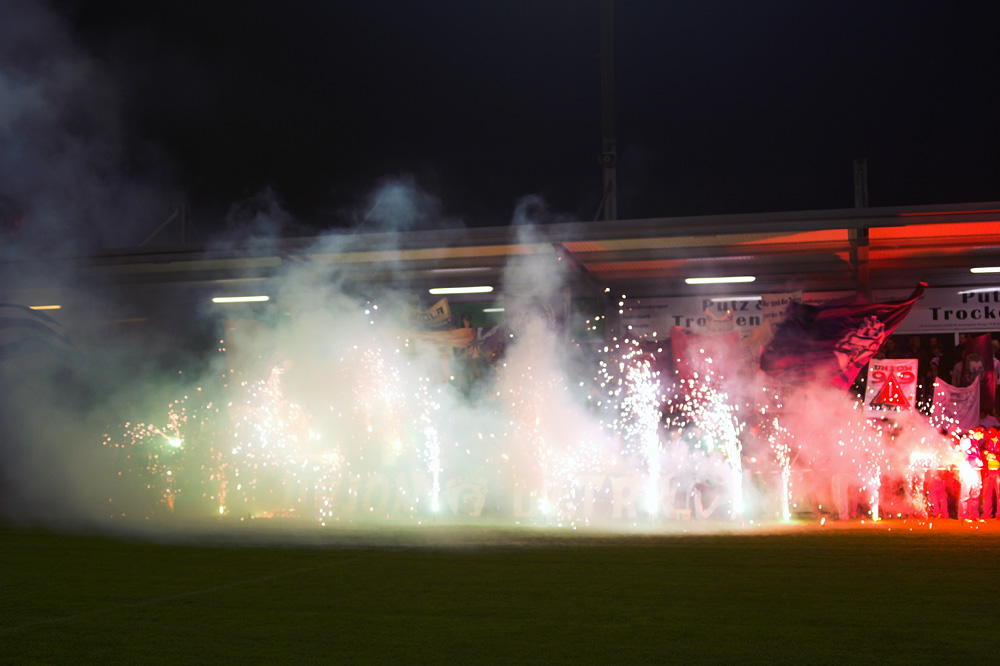
Austria Salisburgo-Seekirchen Amateure (2006)
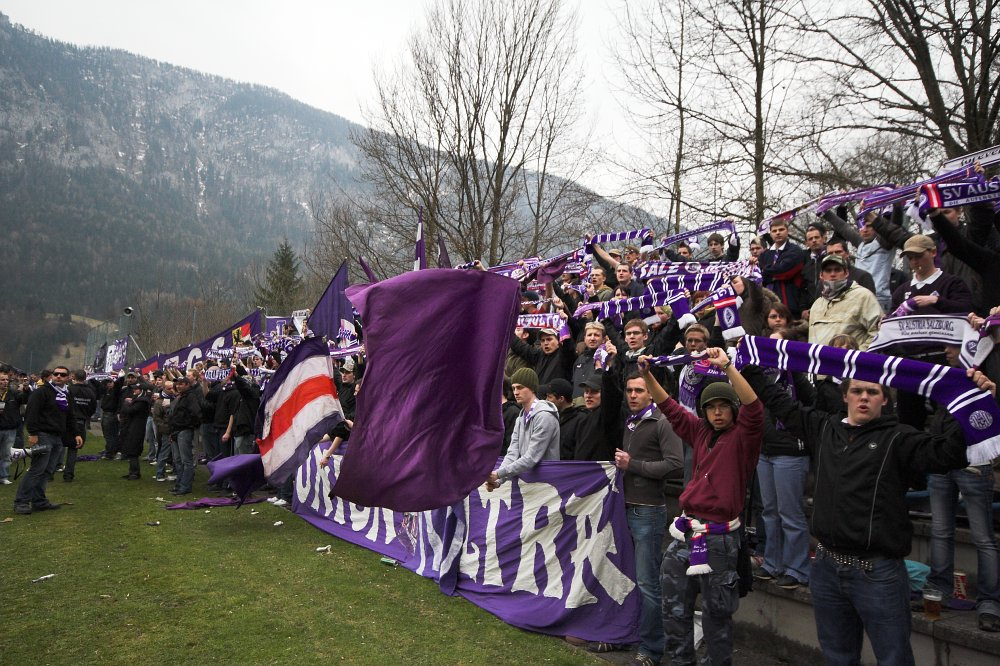
Unken-Austria Salisburgo (2007)
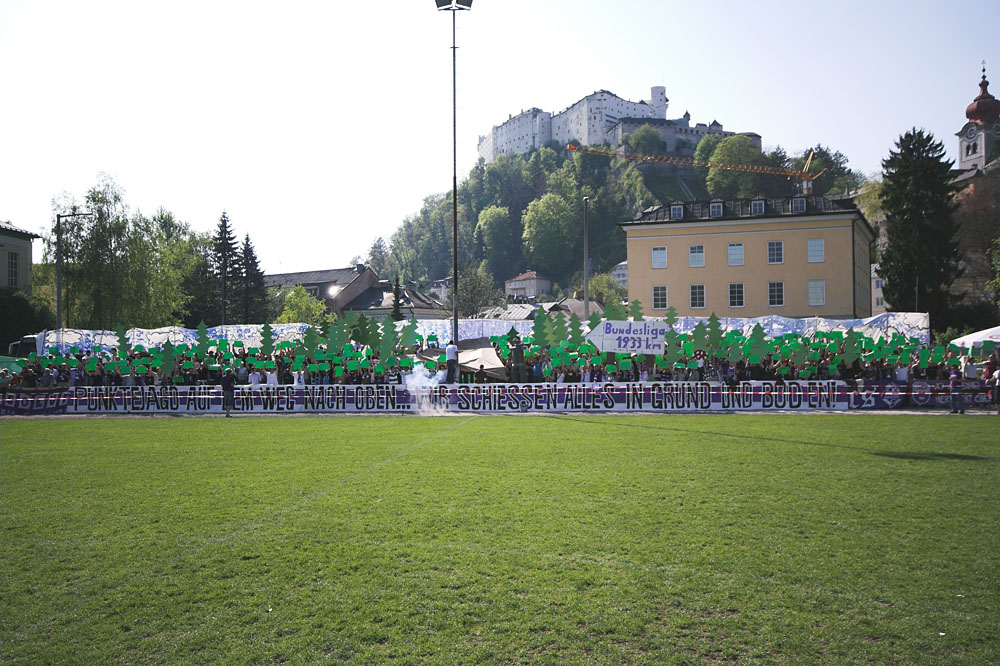
Austria Salisburgo-Schleedorf (2007)

## Palmarès

### Competizioni nazionali
- Campionato di Regionalliga: 4

2013-2014, 2014-2015, 2023-2024, 2024-2025

### Competizioni regionali
- Campionato di 1. Landesliga: 1

2009-2010
- Campionato di 2. Landesliga: 1

2008-2009
- Campionato di 1. Klasse: 1

2007-2008
- Campionato di 2. Klasse: 1

2006-2007
- SFV-Cup: 4

2011-2012, 2012-2013, 2013-2014, 2022-2023

## Tifoseria
I tifosi dell'Austria Salisburgo sono gemellati con quelli del Barletta, dell'Udinese e del Catanzaro.